# Dupljane (Vladičin Han)
Pour les articles homonymes, voir Dupljane.
Dupljane (en serbe cyrillique : Дупљане) est un village de Serbie situé dans la municipalité de Vladičin Han, district de Pčinja. Au recensement de 2011, il comptait 108 habitants.

## Démographie
| 1948 | 1953 | 1961 | 1971 | 1981 | 1991 | 2002 | 2011 |
| ---- | ---- | ---- | ---- | ---- | ---- | ---- | ---- |
| 338  | 362  | 482  | 369  | 300  | 210  | 161  | 108  |

|  |